# Habronestes calamitosus
Habronestes calamitosus là một loài nhện trong họ Zodariidae.
Loài này thuộc chi Habronestes. Habronestes calamitosus được Rudy Jocqué miêu tả năm 1995.